# 庫盧瓦崖
庫盧瓦崖（英語：Couloir Cliffs），是南極洲的山崖，位於維多利亞地的斯科特海岸，處於格蘭納特港的阿弗朗奇灣東部，長6公里，海拔高度30至60米，現時由南極條約體系管理。